# Birkenwald
Birkenwald ist eine Commune déléguée in der französischen Gemeinde Sommerau mit 318 Einwohnern (Stand 1. Januar 2021)  im Département Bas-Rhin in der Region Grand Est (bis 2015 Elsass) in Frankreich. 
Die Gemeinde Birkenwald wurde per 1. Januar 2016 mit Allenwiller, Salenthal und Singrist zur Commune nouvelle Sommerau zusammengelegt. Sie war Mitglied der Communauté de communes de la Sommerau.
Birkenwald liegt am Rand der Nordvogesen. Die Nachbargemeinden waren Dimbsthal und Salenthal im Nordosten, Allenwiller im Osten, Wangenbourg-Engenthal im Südosten und Hengwiller im Nordwesten. Im Süden wird das Straßendorf von einem Wald abgegrenzt.

## Schloss Birkenwald

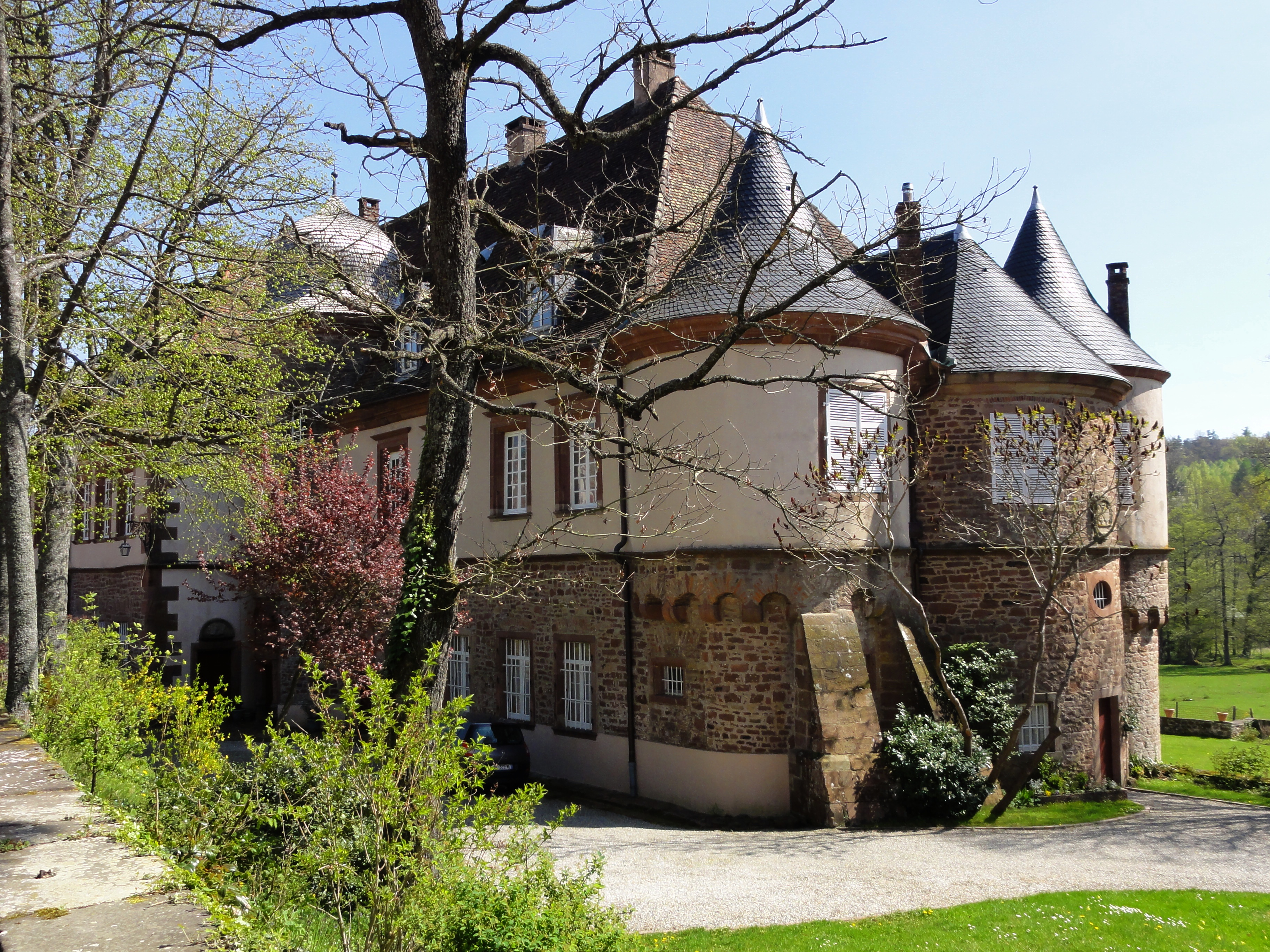
Schloss Birkenwald, Parkansicht

Im Ortszentrum befindet sich das Schloss Birkenwald. Die Grundmauern wurden um 800 errichtet. Durch einen Brief vom 17. Februar 893 hatte die Kaiserin Richardis, die Gründerin der Abtei Andlau, diesem Stift gewisse Erbgüter abgetreten, die sie sich in den Vogesen vorbehalten hatte, darunter vor allem Birkenwald oder viel mehr Bürckwald, wie es damals hieß. Die Äbtissinnen von Andlau überließen Bürckwald Rittern des Landes als Lehen. 1562 baute Nikolaus Jakob von Ingenheim das Schloss in seiner heutigen Gestalt. Das Datum des Wiederaufbaues ist auf einem Tor an der Nordseite zu lesen. Das Schloss ging durch viele Hände, auch durch diejenigen französischer Adeliger, die ihrem Familiennamen den „von Birkenwald“ hinzufügten, lange bevor noch das Elsass zu Frankreich gehörte. Das Schloss gehörte nach der französischen Revolution einige Jahre einem Mitglied der Familie Grimaldi-Monaco, der Adjutant von Napoleon war, sowie einem Mitglied der Familie von Dortal. In seiner Jugend verbrachte Charles de Foucauld, der mit den damaligen Besitzern verwandt war, oft seine Ferien im Schloss. Heute ist das Schloss in privatem Besitz.

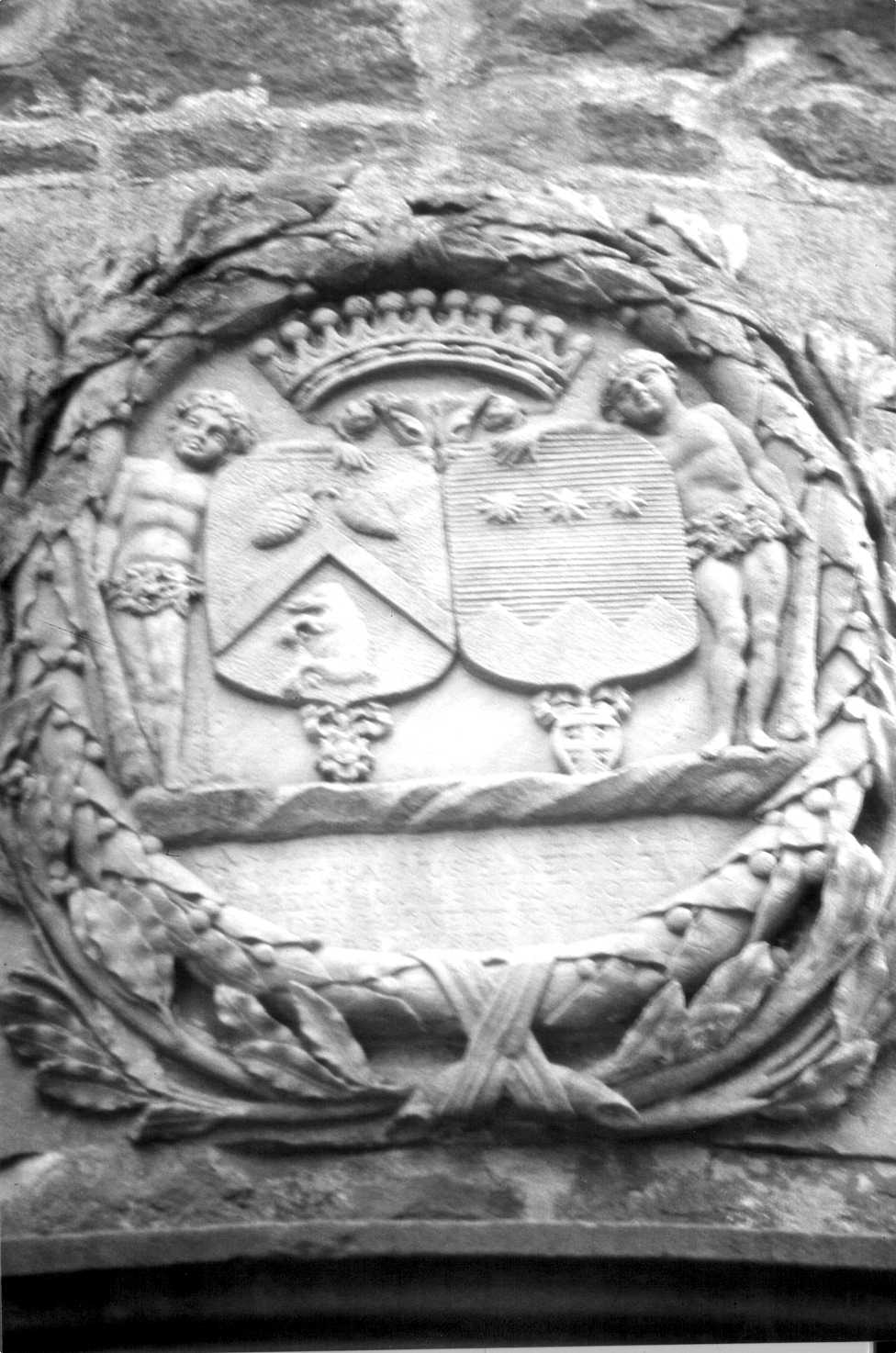
Wappen am Schloss

Das Wappen derer von Birkenwald hat folgende Gestalt:
Blau mit einem silbernen Winkel, weist oben im Schild zwei goldene Tannenzapfen, die von einem gemeinsamen Stiel ausgehend, sich nach beiden Seiten neigen, und unten einen schreitenden goldenen Bären auf. Über dem Schild eine Grafenkrone.
Die Handlung des Jugendbuches Der goldene Armreif von Serge Dalens spielt zum überwiegenden Teil im Schloss Birkenwald. Das Buch war ein Bestseller mit Millionenauflage und veranlasst noch heute viele Leser, das Schloss Birkenwald zu besuchen.

## Sonstige Bauten
- Die Dorfschule und die Gemeindeverwaltung sind im selben Haus untergebracht.
- Kapelle Notre-Dame
- Kirche Saint-Louis

## Einwohnerentwicklung
| 1962 | 1968 | 1975 | 1982 | 1990 | 1999 | 2006 | 2017 |
| ---- | ---- | ---- | ---- | ---- | ---- | ---- | ---- |
| 225  | 232  | 217  | 208  | 228  | 253  | 281  | 317  |